# Alessandra Mele
Alessandra Watle Mele, känd mononymt som Alessandra, född 5 september 2002 i Pietra Ligure i utkanten av Savona i Italien, är en norsk-italiensk sångerska och låtskrivare. Hon deltog i den sjunde säsongen av norska The Voice år 2022, där hon tog sig till liveprogrammen. Hon representerade Norge i Eurovision Song Contest 2023 i Liverpool med låten "Queen of Kings".

## Biografi
Alessandra Mele är uppvuxen i den lilla orten Cisano sul Neva i den italienska provinsen Savona, tillsammans med en italiensk far (från Albenga) och en norsk mor (från Stathelle). Efter att ha gått ur gymnasiet år 2021, valde hon att flytta till Norge för att vara nära sina norska släktingar, och samtidigt satsa på sin musikkarriär. Hon skulle senare påbörja studier på musikskolan LIMPI i Lillehammer.
I en intervju med Eurovision Fun rapporterade Mele att hon är bisexuell, med hennes låt "Queen of Kings" som representerar hennes upplevelser som bisexuell kvinna.